# Lasso Coulibaly
Lasso Coulibaly (* 19. Oktober 2002 in Bouaké) ist ein ivorischer Fußballspieler, der aktuell bei der AJ Auxerre in der Ligue 1 unter Vertrag steht.

## Karriere

### Verein
Coulibaly spielte bis 2021 in der Jugend unter anderem bei der Right to Dream Academy, wobei er 2019 bereits beim FC Nordsjælland im Viareggio Cup spielte. Zu Beginn des Jahres 2021 wechselte er definitiv zum FC Nordsjaelland, wo er im Rest der Spielzeit 2020/21 noch für die U19-Mannschaft spielte. Im Sommer 2021 unterzeichnete er dann einen Profivertrag bei den Dänen. Direkt am ersten Spieltag der kommenden Saison wurde er gegen Viborg FF eingewechselt und gab sein Profidebüt in der Superliga. Insgesamt spielte er 2021/22 23 Ligaspiele, legte vier Treffer auf und konnte mit seinem Team in der Abstiegsrunde noch den Klassenerhalt schaffen. Am achten Spieltag der Folgespielzeit schoss er gegen Aarhus GF sein erstes Tor im Profibereich. In der Saison 2022/23 wurde er Vizemeister mit 20 Einsätze, zwei Toren und drei Vorlagen. Nach Beginn der Saison 2023/24 wurde er an den Ligakonkurrenten Randers FC verliehen. In der Liga spielte er 27 Mal, schoss vier Tore und bereitete vier weitere Treffer vor. Nach Ablauf der Leihe kehrte er trotz Kaufoption zum FC Nordsjælland zurück.
Im Sommer 2024 wechselte Coulibaly für zwei Millionen Euro fest nach Frankreich zum AJ Auxerre. Direkt bei seinem Debüt am ersten Spieltag schoss er sein erstes Tor in der Ligue 1, welches das 2:1-Siegtor gegen den OGC Nizza nach später Einwechslung war. Nur wenige Tage später verletzte er sich am Kreuzband und soll die restliche Saison 2024/25 ausfallen.

### Nationalmannschaft
Coulibaly spielte im März 2024 einmal für die ivorische U23-Nationalmannschaft.